# Akatoej-katorga

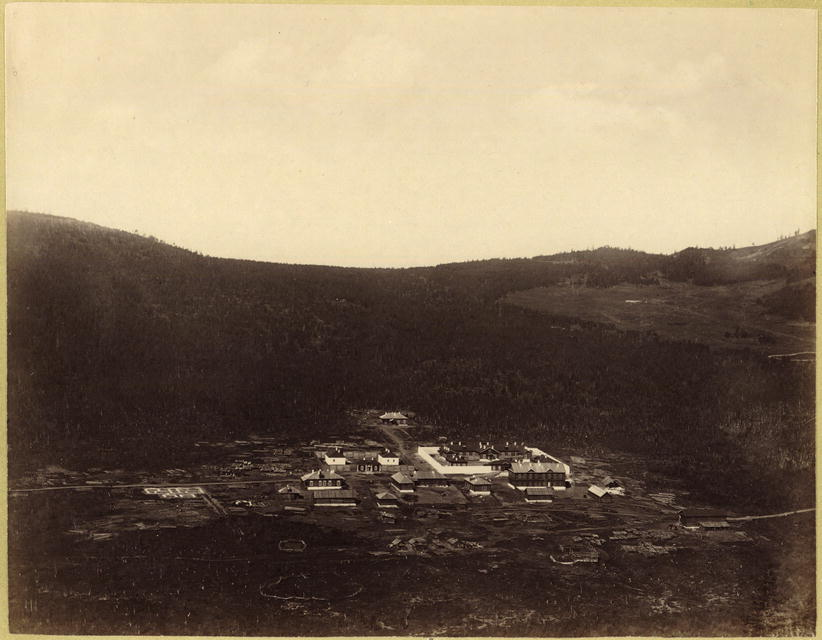
Akatoej-katorga (1891)

De Akatoej-katorgagevangenis (Russisch: Акатуйская каторжная тюрьма; Akatoejskaja katorzjnaja tjoema) was de naam voor een katorgagevangenis, die onderdeel uitmaakte van de Nertsjinsk-katorga ten tijde van het Russische Rijk in de okroeg van Nertsjinsk in Transbaikalië. Het gevangenissysteem werd opgezet in 1888 bij de Akatoejmijn, waar nu het dorp Novy Akatoej ("Nieuw-Akatoej") ligt. Aanvankelijk werden er met name criminele dwangarbeiders naartoe gestuurd om er lood en zilver te winnen. Nadat de Kara-katorga was opgeheven in 1890, werd het een van de belangrijkste centra voor de opsluiting van politieke gevangenen. In 1911 werd er een dwangarbeiderskamp voor vrouwen van gemaakt. In 1917, na de Februarirevolutie, werd het kamp opgeheven.